# Uwe Henrik Peters
Uwe Henrik Peters (* 21. Juni 1930 in Kiel; † 3. Februar 2023 in Köln) war ein deutscher Psychiater, Neurologe und Autor.

## Leben
Peters promovierte 1957 an der Christian-Albrechts-Universität zu Kiel und habilitierte sich 1965 für die Fächer Neurologie und Psychiatrie. 1969 wurde er ordentlicher Professor an der Johannes-Gutenberg-Universität Mainz und war von 1979 bis 1996 Direktor der Nervenklinik an der Universität Köln. Von 1991 bis 1994 amtierte er als Präsident und Vizepräsident der Deutschen Gesellschaft für Psychiatrie, Psychotherapie und Nervenheilkunde. Peters war Adjunct Professor for German Literature an der Cornell University in Ithaca, New York. In seinen zahlreichen Veröffentlichungen hat er auch im Grenzbereich von Medizin und Geisteswissenschaften gearbeitet, so in Werken über den Wahnsinn Hölderlins und den Robert Schumanns.
Seine Tochter Caroline Peters ist Schauspielerin.

## Veröffentlichungen (Auswahl)
- Schizophrenie. Denken, Fühlen und Empfinden Schizophrener. Die Psyche des Schizophrenen. 2 Bände. ANA Publishers, Köln 2014–2015, ISBN 978-3-931906-29-0 (Bd. 1), ISBN 978-3-931906-34-4 (Bd. 2).
- Meine Kindheit unter Hitler. Audio-CD – Audiobook. ANA Publishers, Köln 2012, ISBN 978-3-931906-10-8.
- Nazipsychiatrie. Aufstieg und Fall. ANA Publishers, Köln 2011, ISBN 978-3-931906-16-0.
- Gefangen im Irrenhaus. Robert Schumann. ANA Publishers, Köln 2011, ISBN 978-3-931906-07-8.
- Robert Schumann. 13 Tage bis ENDEnich. ANA Publishers, Köln 2009, ISBN 978-3-931906-06-1.
- Robert Schumann. Melancholische Gemütszustände und schöpferische Kraft. In: Ingrid Bodsch, Gerd Nauhaus (Hrsg.): Zwischen Poesie und Musik. Robert Schumann – früh und spät. Begleitbuch und Katalog. Stroemfeld, Bonn u. a. 2006, ISBN 3-86600-000-6, S. 106–119.
- Ist die Psychiatrie eine aussterbende Disziplin? In: Frank Schneider (Hrsg.): Entwicklungen der Psychiatrie. Symposium anlässlich des 60. Geburtstages von Henning Sass. Springer, Heidelberg 2006, ISBN 3-540-30099-6, S. 33–37.
- Уве Генрих Петерс: Немецкая психиатрия. Прошлое и настоящее. Ассоциация психиатров Украины, Київ 1996, ISBN 90-72657-10-1.
- Psychiatrie im Exil. Die Emigration der dynamischen Psychiatrie aus Deutschland 1933–1939. Kupka, Düsseldorf 1992, ISBN 3-926567-04-X.
- Hölderlin. Wider die These vom edlen Simulanten (= Das neue Buch. 164). Rowohlt-Taschenbuch-Verlag, Reinbek bei Hamburg 1982, ISBN 3-499-25164-7.
- Anna Freud. Ein Leben für das Kind. Kindler, München 1979, ISBN 3-463-00762-2.

Nachschlagewerke
- Psychiatrie-Wörterbuch von A bis Z. Englisch – Deutsch / Deutsch – Englisch. Elsevier, München 2018, ISBN 978-3-437-15066-1.
- Wörterbuch der Psychiatrie und medizinischen Psychologie. Urban & Schwarzenberg, München u. a. 1971 (ab der 5. Auflage als: Lexikon Psychiatrie, Psychotherapie, Medizinische Psychologie. 5. Auflage. Urban & Schwarzenberg, München u. a. 2000, ISBN 3-541-04965-0).